# Ekenäs IF
Maillots
Le Ekenäs Idrottsförening (EIF ou Ekenäs IF) est un club sportif finlandais fondé en 1905 et basé à Ekenäs, quartier de la ville de Raseborg. Sa principale section, le football, a été fondée en 1908 et évolue actuellement en deuxième division.

## Repères historiques
Le club évolue au plus haut niveau du football finlandais pendant une seule saison, en 1933. Ce court passage parmi l'élite est catastrophique avec quatorze défaites en autant de rencontres, et une relégation directe en Ykkönen en fin d'année.
Par la suite, le club joue en deuxième et troisième division.
Le club accède en première division pour la saison 2024.

## Palmarès
- Championnat de Finlande de football D2
  - Champion : 2023